# ジェウヴァニオ・サントス・シウヴァ
ジェウヴァニオ・サントス・シウヴァ（Geuvânio Santos Silva、1992年4月5日 - ）は、ブラジル・セルジッペ州出身のサッカー選手。アトレチコ・ミネイロ所属。ポジションはフォワード。

## 来歴

### クラブ
2016年1月20日、中国サッカー・甲級リーグの天津権健へ移籍することが発表された。移籍金は1100万ユーロ(約14億円)と報道された。欧州クラブも触手を伸ばしていたが、中国2部への移籍が決まった。
2019年3月8日、アトレチコ・ミネイロへ移籍した。